# عرض الدوحة لاستضافة دورة الألعاب الأولمبية الصيفية 2020
قالب:Olympic bid
الدوحة 2020 ( الإنجليزية: Doha 2020) كان عرضًا لاستضافة دورة الألعاب الأولمبية الصيفية 2020 من قبل مدينة الدوحة واللجنة الأولمبية القطرية. 

## تاريخ
في 7 أغسطس 2008، كشف الشيخ تميم بن حمد آل ثاني، ولي عهد قطر، عن نية قطر التقدم بطلب استضافة دورة ألعاب 2020. وصرح الشيخ تميم، الذي يشغل أيضًا منصب رئيس اللجنة الأولمبية القطرية، بأن قطر عازمة على الاستفادة من دروس فشل طلبها عام 2016، و"التقدم بطلب استضافة الألعاب الأولمبية في عام 2020 وفقًا للمعايير والمقاييس المحددة". تقدمت الدوحة بطلب استضافة دورة الألعاب الأولمبية الصيفية لعام 2016، لكنها لم تتقدم بطلب الترشح. وعزت اللجنة الأولمبية الدولية رفضها للطلب لأسباب فنية، منها إصرار الدوحة على إقامة الألعاب في أكتوبر، نظرًا لحرارة الطقس في أغسطس. وفي النهاية، مُنحت ريو دي جانيرو حق استضافة دورة ألعاب 2016. واقترحت الدوحة مجددًا على اللجنة الأولمبية الدولية تنظيم الألعاب في الخريف بدلًا من الصيف نظرًا لحرارة الطقس الصيفية الشديدة في قطر. في أغسطس 2011، عقدت اللجنة الأولمبية الدولية وفريق عرض قطر محادثات وبعد ذلك حصلت الدوحة على إذن لاستضافة الألعاب خارج الإطار الزمني التقليدي. وبالتالي قدمت الدوحة عرضها رسميًا 
اقترح ملف الدوحة الأولمبي إقامة الألعاب خارج فترة الصيف التقليدية (15 يوليو - 31 أغسطس) ووضعها بين سبتمبر وأكتوبر، مما سيجنب الدوحة فترة منتصف الصيف الحارة جدًا. مُنحت قطر حق استضافة كأس العالم لكرة القدم 2022 في 2 ديسمبر 2010. ستقع العديد من ملاعب كأس العالم في الدوحة. استضافت الدوحة دورة الألعاب الآسيوية 2006، ودورة الألعاب العربية 2011، واستضافت العديد من مباريات كأس آسيا 2011.

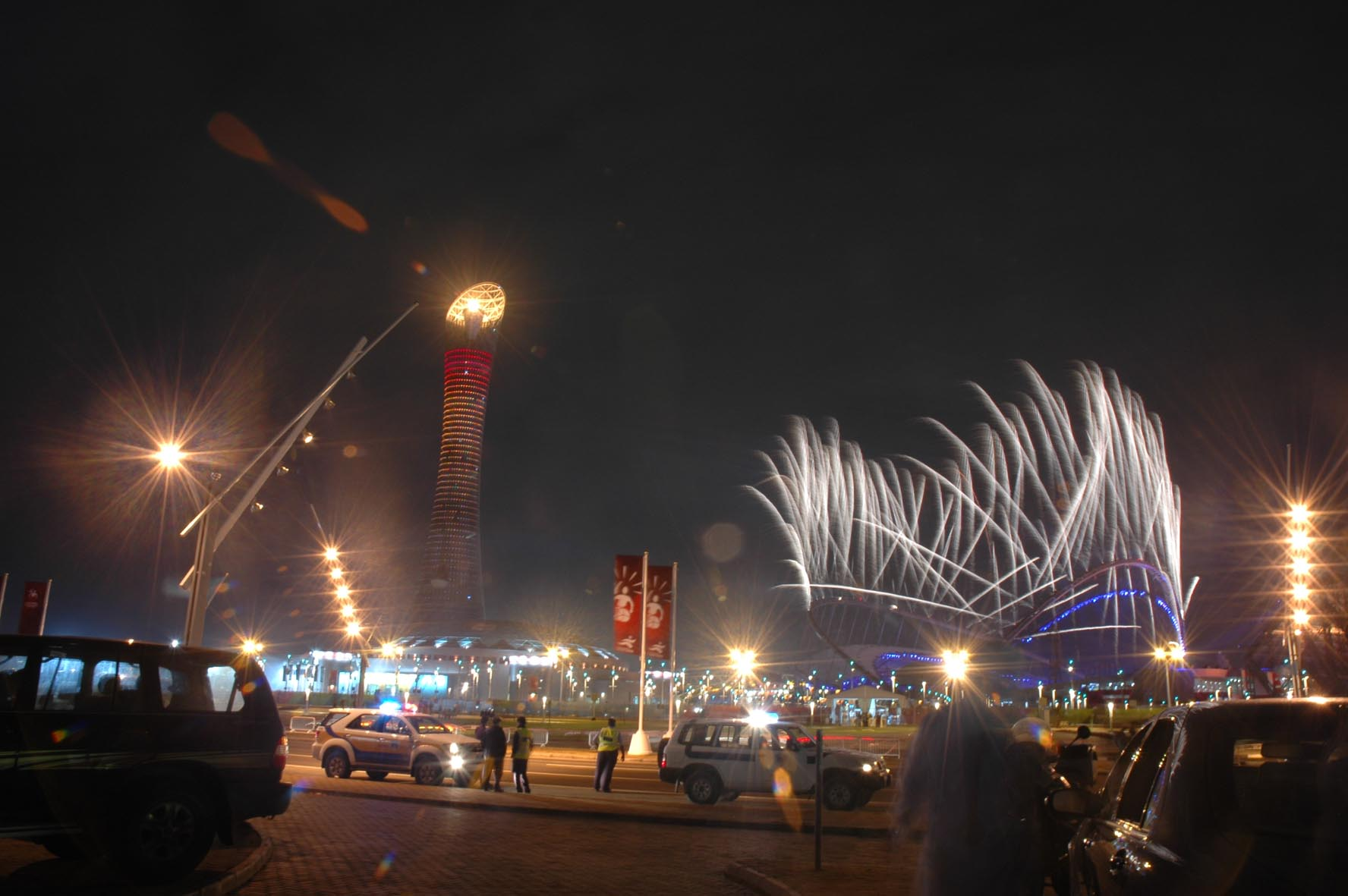
الألعاب النارية في دورة الألعاب الآسيوية 2006

## ملخص

### الأماكن

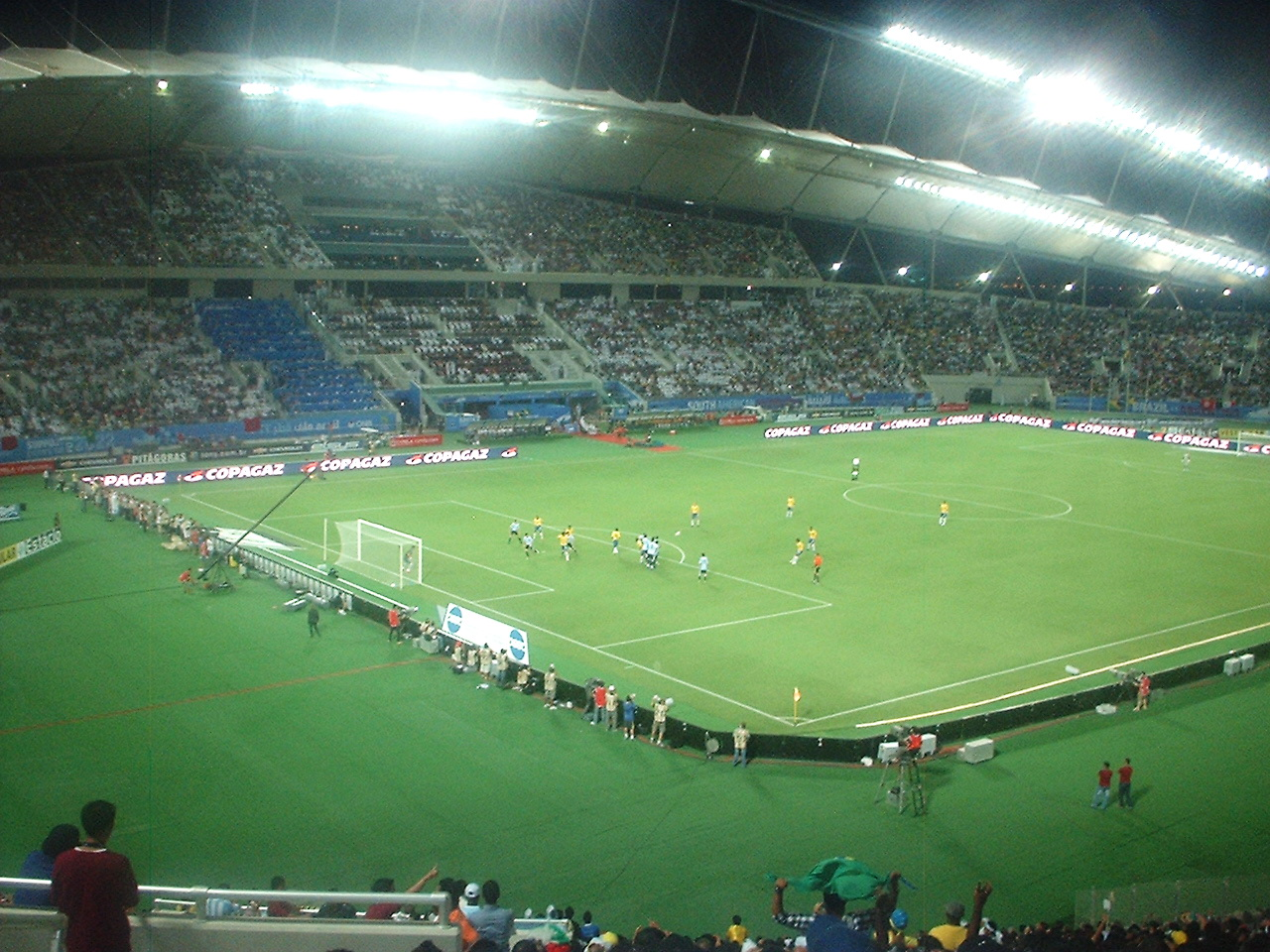
استاد خليفة خلال مباراة كرة قدم

يتضمن عرض الدوحة خمس "مناطق رياضية". تم بناء 91% من الأماكن المطلوبة بالفعل أو قد خطط لها، و خصص الموازنة لها. وكان هذا جزءً من رؤية قطر الوطنية 2030 . كما أنه كان من المقرر أن تقام مراسم الافتتاح والختام في ملعب لوسيل الذي من المقرر استخدامه لاستضافة بطولة كأس العالم لكرة القدم 2022. كان من المقرر أن يستضيف استاد خليفة منافسات ألعاب القوى، وكان من المقرر أن تتم ترقية سعته إلى 60 ألف مقعد. 